# Раї
Раї (порт. Raí, нар. 15 травня 1965, Рібейран-Прету) — бразильський футболіст, що грав на позиції півзахисника. Виступав, зокрема, за клуби «Сан-Паулу» та «Парі Сен-Жермен», а також національну збірну Бразилії.
Шестиразовий переможець Ліги Пауліста. Чемпіон Франції. Дворазовий володар Кубка Франції. Дворазовий володар Кубка французької ліги. Володар Суперкубка Франції. Дворазовий володар Кубка Лібертадорес. Володар Міжконтинентального кубка. Володар Кубка Кубків УЄФА. У складі збірної — чемпіон світу.

## Клубна кар'єра
У дорослому футболі дебютував 1982 року виступами за команду клубу «Ботафогу Сан-Паулу», в якій провів чотири сезони. Згодом з 1986 по 1987 рік грав у складі «Понте-Прета», а пізніше повернувся до «Ботафогу Сан-Паулу».
Своєю грою за останню команду привернув увагу представників тренерського штабу клубу «Сан-Паулу», до складу якого приєднався 1988 року. Відіграв за команду із Сан-Паулу наступні п'ять сезонів своєї ігрової кар'єри. Більшість часу, проведеного у складі «Сан-Паулу», був основним гравцем команди. За цей час двічі виборював титул володаря Кубка Лібертадорес, ставав володарем Міжконтинентального кубка.
1993 року уклав контракт з клубом «Парі Сен-Жермен», у складі якого провів наступні п'ять років своєї кар'єри гравця. Граючи у складі «Парі Сен-Жермен» також здебільшого виходив на поле в основному складі команди. У складі «Парі Сен-Жермен» був одним з головних бомбардирів команди, маючи середню результативність на рівні 0,35 голу за гру першості.
Завершив професійну ігрову кар'єру у клубі «Сан-Паулу», у складі якого вже виступав раніше. Прийшов до команди 1998 року, захищав її кольори до припинення виступів на професійному рівні у 2000.

## Виступи за збірну
1987 року дебютував в офіційних матчах у складі національної збірної Бразилії. Протягом кар'єри у національній команді, яка тривала 12 років, провів у формі головної команди країни 51 матч, забивши 17 голів.
У складі збірної був учасником розіграшу Кубка Америки 1987 року в Аргентині, розіграшу Кубка Америки 1991 року у Чилі, де разом з командою здобув «срібло», чемпіонату світу 1994 року у США, здобувши того року титул чемпіона світу.

## Титули і досягнення

### Командні
- Переможець Ліги Пауліста (6):

«Сан-Паулу»: 1987, 1989, 1991, 1992, 1998, 2000
- Чемпіон Франції (1):

«Парі Сен-Жермен»: 1993-94
- Володар Кубка Франції (2):

«Парі Сен-Жермен»: 1994-95, 1997-98
- Володар Кубка французької ліги (2):

«Парі Сен-Жермен»: 1994-95, 1997-98
- Володар Суперкубка Франції (1):

«Парі Сен-Жермен»: 1995
- Володар Кубка Лібертадорес (2):

«Сан-Паулу»: 1992, 1993
- Володар Міжконтинентального кубка (1):

«Сан-Паулу»: 1992
- Переможець Кубка володарів кубків (1):

«Парі Сен-Жермен»: 1995-96

### Збірні
- Переможець Панамериканських ігор: 1987
- Срібний призер Кубка Америки: 1991
- Чемпіон світу: 1994

### Особисті
- Срібний м'яч:

1989, 1991, 1992
- Футболіст року в Південній Америці

1992